# Kabinett Pella
Das Kabinett Pella wurde am 17. August 1953 durch Ministerpräsident Giuseppe Pella gebildet und befand sich bis zum 17. Januar 1954 im Amt. Es löste das achte Kabinett De Gasperi ab und wurde durch das erste Kabinett Fanfani abgelöst.

## Kabinett

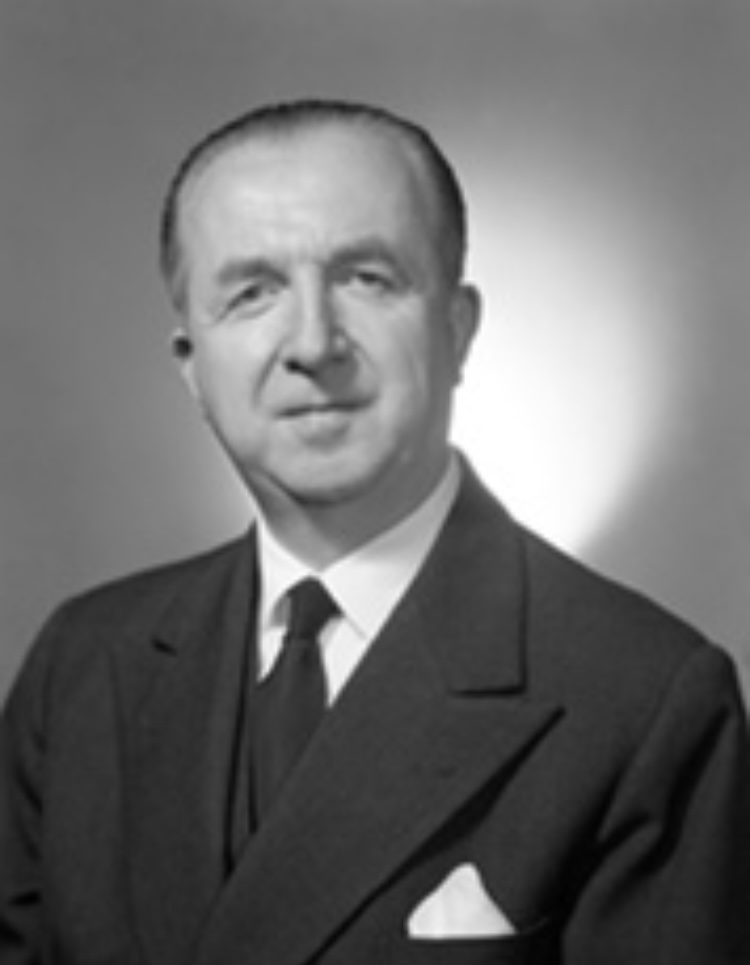
Giuseppe Pella

Dem Kabinett gehörten folgende Minister an:
| Amt                                                               | Name                         | Parlamentsmandat        | Anmerkungen                                                     |
| ----------------------------------------------------------------- | ---------------------------- | ----------------------- | --------------------------------------------------------------- |
| Ministerpräsident                                                 | Giuseppe Pella               | Camera dei deputati     | zugleich Außenminister und Haushaltsminister                    |
| Minister ohne Geschäftsbereich für Angelegenheiten von Süditalien | Pietro Campilli              | Camera dei deputati     |                                                                 |
| Minister ohne Geschäftsbereich für bürokratische Reformen         | Salvatore Scoca              | Camera dei deputati     |                                                                 |
| Außenminister                                                     | Giuseppe Pella               | Camera dei deputati     | zugleich Ministerpräsident und Haushaltsminister                |
| Innenminister                                                     | Amintore Fanfani             | Camera dei deputati     |                                                                 |
| Justizminister                                                    | Antonio Azara                | Senato della Repubblica |                                                                 |
| Haushaltsminister                                                 | Giuseppe Pella               | Camera dei deputati     | zugleich Ministerpräsident und Außenminister                    |
| Finanzminister                                                    | Ezio Vanoni                  | Senato della Repubblica |                                                                 |
| Schatzminister                                                    | Silvio Gava                  | Senato della Repubblica |                                                                 |
| Verteidigungsminister                                             | Emilio Paolo Taviani         | Camera dei deputati     |                                                                 |
| Minister für öffentlichen Unterricht                              | Antonio Segni                | Camera dei deputati     |                                                                 |
| Minister für öffentliche Arbeiten                                 | Umberto Merlin               | Senato della Repubblica |                                                                 |
| Minister für Landwirtschaft und Forsten                           | Rocco Salomone               | Senato della Repubblica |                                                                 |
| Verkehrsminister                                                  | Bernardo Mattarella          | Camera dei deputati     |                                                                 |
| Minister für Post und Telekommunikation                           | Modesto Panetti              |                         |                                                                 |
| Minister für Industrie und Handel                                 | Piero Malvestiti             | Camera dei deputati     |                                                                 |
| Minister für Arbeit und Sozialversicherung                        | Leopoldo Rubinacci           | Camera dei deputati     |                                                                 |
| Außenhandelsminister                                              | Costantino Bresciani Turroni |                         |                                                                 |
| Minister für die Handelsmarine                                    | Fernando Tambroni            | Camera dei deputati     |                                                                 |
| Hochkommissar für Hygiene und öffentliche Gesundheit              | Tiziano Tessitori            | Senato della Repubblica |                                                                 |
| Hochkommissar für Ernährung                                       | Rocco Salomone               | Senato della Repubblica | kommissarisch, zugleich Minister für Landwirtschaft und Forsten |
| Hochkommissar für Hygiene und öffentliche Gesundheit              | Franco Varaldo               | Senato della Repubblica |                                                                 |